# Volksbegehren (Österreich)
Ein Volksbegehren ist ein Instrument der Direkten Demokratie in Österreich. Mit ihm kann das Volk die Behandlung eines Gesetzesvorschlags im Nationalrat verlangen. Um ein Volksbegehren zum Erfolg – sprich zu einer Behandlung im Parlament – zu führen, müssen die Initiatoren in einem zweistufigen Verfahren mindestens 100.000 gültige Unterstützungsbekundungen und Unterschriften wahlberechtigter Bürger vorlegen. Ein direkter Einfluss auf die Gesetzgebung durch das Volksbegehren ist ausdrücklich nicht vorgesehen. Der Nationalrat muss das Thema diskutieren, jedoch keinen Beschluss zur Angelegenheit fassen. Dieses unverbindliche Instrument ist daher formal betrachtet eine Volkspetition.
Grundsätzlich ist das Volksbegehren in Art. 41 Abs. 2 B-VG geregelt. Die näheren Bestimmungen über das Verfahren enthält das Volksbegehrengesetz 2018 (BGBl I Nr. 106/2016 in der jeweils geltenden Fassung). Das Verfahren für die Durchführung von Volksbegehren wurde zuletzt 2018 umfangreich angepasst.
Bis 2021 wurden 33 von 38 Volksbegehren im Nationalrat behandelt.

## Ablauf eines Volksbegehrens
Das Verfahren zur Einbringung eines Volksbegehrens in den Nationalrat ist zweistufig ausgestaltet. Im Erfolgsfall schließt sich die Behandlung des Anliegens im Nationalrat an.

### Einleitungsverfahren
Den ersten Schritt bildet das sogenannte Einleitungsverfahren. Zunächst ist das Vorhaben beim Bundesministerium für Inneres anzumelden, das innerhalb von zwei Wochen über dessen Genehmigung zu entscheiden hat. Wird das Anliegen zugelassen, wird das Einleitungsverfahren durch Einreichung von gültigen Unterstützungserklärungen wahlberechtigter Bürger abgeschlossen. Dazu werden ein Promille der durch die letzte Volkszählung erhobenen Bevölkerungszahl an gültig unterschriebenen Unterstützungserklärungen benötigt (Stand 1. Jänner 2018 sind dies 8.401). Diese Unterstützungen gelten auch gleichzeitig als Unterschriften für das eigentliche Volksbegehren. Die hierzu erforderlichen Unterstützungserklärungen sind nur gültig, wenn sie nicht vor dem 1. Jänner des der Antragstellung vorangegangenen Jahres abgegeben worden sind. (§3 Abs. 2 Volksbegehrengesetz). Liegen ausreichend Unterstützungsbekundungen vor, können die Initiatoren einen Antrag auf Einleitung eines Volksbegehrens einreichen. Dieser wird erneut durch das BMI geprüft, das hierfür drei Wochen Zeit hat.

### Eintragungsverfahren
War das Einleitungsverfahren erfolgreich, legt das BMI eine achttägigen Eintragungszeitraum fest. In dieser Zeit können alle für die Wahl des Nationalrats berechtigten Personen das Volksbegehren durch Unterschrift unterstützen. Die im Einleitungsverfahren bereits gesammelten Unterstützungsbekundungen werden auf die Unterschriften im Eintragungsverfahren angerechnet. Ein Volksbegehren muss im Nationalrat behandelt werden, wenn es mindestens 100.000 Unterschriften erreicht (bis 1981 mussten es 200.000 sein) oder aber die Stimmen von je mindestens einem Sechstel der Wahlberechtigten dreier Bundesländer. Praktisch ist diese Alternative jedoch bedeutungslos, da ein Sechstel der Anzahl der Wahlberechtigten der drei entsprechend der Zahl ihrer Wahlberechtigten kleinsten Bundesländer deutlich über 100.000 liegt; zum Beispiel wären bei der Europawahl 2009 mit einem Sechstel der Wähler aus dem Burgenland, Vorarlberg und Salzburg insgesamt zumindest 147.897 Stimmen zusammengekommen.

### Behandlung im Nationalrat
Ein erfolgreiches Volksbegehren wird vom BMI dem Nationalrat zugeleitet, der es zunächst einem Ausschuss zur Vorberatung zuordnet. Nach erfolgter Zuordnung muss das Volksbegehren im Ausschuss innerhalb eines Monats behandelt werden. Bei der Gestaltung der Tagesordnung genießen Volksbegehren Vorrang vor allen übrigen Gegenständen. Die bevollmächtigte Person des Volksbegehren sowie zwei Stellvertretende haben das Recht der Teilnahme an den Vorbereitungen. Es können weitere Experten und Sachverständige hinzugezogen werden. Nach vier Monaten muss der Ausschuss im Nationalrat zur Angelegenheit des Volksbegehrens Bericht erstatten. Danach wird das Volksbegehren im Plenum behandelt, womit es seinen Abschluss findet. Der Nationalrat ist nicht verpflichtend, irgendeine Form von Beschluss zur Angelegenheit des Volksbegehrens zu fassen.

## Organisation des Volksbegehrens
Bis 2017 mussten Unterstützungsbekundungen und Unterschriften auf dem Heimatgemeindeamt oder dem Magistrat vor dem Beamten geleistet werden. Alternativ konnte bis 1999 ein Volksbegehren auch von acht Abgeordneten zum Nationalrat oder von je vier Abgeordneten dreier unterschiedlicher Landtage initiiert werden. Seit 1. Jänner 2018 können mit der Einführung des Neuen Zentralen Wählerregisters Volksbegehren unabhängig vom Hauptwohnsitz in jeder beliebigen Gemeinde und auch online mittels ID Austria oder Bürgerkarte unterschrieben werden. Dies gilt sowohl für die Abgabe einer Unterstützungserklärung als auch für die Unterzeichnung eines Volksbegehrens.

## Erfolgreiche Volksbegehren
Das erfolgreichste Volksbegehren, das nicht durch politische Parteien unterstützt wurde, war 1975 das Volksbegehren "Schutz des menschlichen Lebens" mit 895.665 Unterschriften.
Das schnellste Volksbegehren war das „NEIN-zur-Impfpflicht“-Volksbegehren von Robert Marschall im Jahre 2022, welches in nur 10 Tagen Einleitungsphase 134.000 Unterstützungserklärungen und in weiteren 8 Tagen Eintragungswoche nochmals 112.000 Unterschriften, somit in Summe 246.878 Unterschriften in 18 Tagen, sammelte. Das Impfpflichtgesetz wurde 2 Monate später, Ende Juli 2022, ohne Gegenstimmen abgeschafft.

## Weitere Verfahren der Direkten Demokratie

### Volksabstimmung
Vom Volksbegehren unterschieden werden können zwei ähnliche Verfahren. Eine Volksabstimmung liefert ein verbindliches Ergebnis, der Gesetzgeber ist an den Ausgang des Verfahrens gebunden.
2011 trat der spätere Vizekanzler Heinz-Christian Strache der Bundesregierung Kurz I für eine verbindliche Volksabstimmung ab 150.000 Unterschriften ein. 2012 sowie im Wahlkampf 2017 forderte der spätere Bundeskanzler Sebastian Kurz, dass es zu einer verpflichtenden Volksabstimmung kommen soll, wenn zehn Prozent der Wahlberechtigten (rund 640.000 Personen) ein Volksbegehren unterschreiben. Im Regierungsprogramm der Bundesregierung Kurz I wurde im Dezember 2017 festgelegt, dass 2022 beschlossen werden soll, dass eine verbindliche Volksabstimmung bei mehr als 900.000 Unterstützern eines Volksbegehrens folgen soll, sofern dieses nicht binnen eines Jahres umgesetzt wurde.

### Volksbefragung
Eine von der Regierung durchgeführte Volksbefragung hingegen liefert ein bloßes Meinungsbild der Bevölkerung, ist aber rechtlich nicht bindend.

### Parlamentarische Bürgerinitiative
Wesentlich weniger aufwändig als ein Volksbegehren ist in Österreich die Einreichung einer parlamentarischen Bürgerinitiative. Diese kann frei, d. h. ohne Zwang zum Gang aufs Amt unterschrieben werden und muss von mindestens 500 Staatsbürgern, die das 16. Lebensjahr vollendet haben, unterstützt werden. Nach der Einreichung wird die parlamentarische Bürgerinitiative vom Petitionsausschuss des österreichischen Nationalrates behandelt. In Österreich können alle Staatsbürger ab vollendetem 16. Lebensjahr wählen und daher auch parlamentarische Bürgerinitiativen unterstützen oder einreichen. Die erste parlamentarische Bürgerinitiative, die von Kindern und Jugendlichen unterzeichnet wurde, wurde vom Verein „Coole Schule“ im Juli 2009 eingereicht. Seit dem 31. Oktober 2014 ist es bei der Bürgerinitiative "Politreform-jetzt: Stoppt den Abstieg Österreichs - mit der 6 Mrd-Politreform" (59/BI)" erstmals möglich, sich auch Online als Unterstützer einer parlamentarischen Bürgerinitiative einzutragen. Es wurde auch zugesagt, Initiatoren von parlamentarischen Bürgerinitiativen in parlamentarischen Ausschüssen vermehrt anzuhören.